# Martin McCann
Martin McCann (Belfast, 20 luglio 1983) è un attore britannico.

## Biografia
Figlio di Anne McCann, Martin è cresciuto insieme a un fratello e una sorella nel quartiere operaio di Falls Road, a Belfast. Proprio sua madre lo spinse verso la recitazione, iscrivendolo alla "Rainbow Factory" dell'associazione YouthAction NI, una compagnia teatrale comunitaria per bambini cattolici e protestanti, grazie alla quale passò anche del tempo negli Stati Uniti d'America come parte di un programma di scambio.
Fu sempre sua madre a trovargli il primo ruolo teatrale degno di nota, cercando degli annunci su un giornale. Il giovane Martin interpretò allora il ladruncolo Artful Dodger nello spettacolo Oliver Twist, prima di essere scritturato come protagonista nelle produzioni teatrali Piccoli gangsters e Il Crogiuolo.
Dopo esser divenuto popolare in patria per alcuni sketch nella sitcom irlandese Dry Your Eyes, ha ottenuto un ruolo nel cortometraggio di Simon Fitzmaurice The Sound of People. In seguito ha debuttato nel suo primo lungometraggio, la storia romantica Closing the Ring (2007) diretta da Richard Attenborough, nel ruolo di Jimmy Riley. Attenborough scelse McCann per il film dopo averlo visto nella riduzione teatrale di Arancia meccanica. Nel 2007 partecipò al film My Boy Jack (nel ruolo del soldato Bowe), che racconta la storia di Rudyard Kipling e di suo figlio che fu ucciso durante la prima guerra mondiale. Nel film hanno recitato anche David Haig (Kipling), Daniel Radcliffe (Jack), Kim Cattrall (Caroline "Carrie" Kipling) e Carey Mulligan (Elsie "Bird" Kipling).
A marzo 2010 è andata in onda la miniserie televisiva The Pacific, prodotta da Steven Spielberg e Tom Hanks, in cui McCann interpreta il caporale R. V. Burgin. Spielberg scelse McCann per il ruolo poiché fu Attenborough stesso che lo raccomandò per la miniserie, spedendogli scene del suo film del 2007.
Agli inizi del 2010 ha iniziato le riprese, a Belfast, del musical commedia Killing Bono, un lungometraggio uscito nel Regno Unito ad aprile 2011 che racconta la storia di Bono Vox e degli U2, in particolar modo di alcuni compagni di classe del famoso cantante irlandese che provano a sfondare nell'industria musicale, bloccati dalla crescente fama degli U2. McCann interpreta proprio il ruolo di Bono, che nel film è solo di supporto.
Nel 2010 è apparso brevemente nel film Scontro tra titani, nel ruolo di un soldato Argos ucciso mentre è in cerca di Perseo.
A febbraio 2011, Martin ha vinto il premio come "Miglior Attore Protagonista" ai 2011 Irish Film and Television Academy Award, grazie al ruolo di Occi Byrne nel film Swansong.

## Altro
Dopo aver raggiunto la fama, Martin è diventato patrono dell'organizzazione di beneficenza YouthAction Northern Ireland. La scuola di arti performative Rainbow Factory della YouthAction è uno dei progetti artistici giovanili più grandi e innovativi dell'Irlanda; ai suoi corsi e workshop partecipano in media più di 500 giovani.

## Filmografia parziale

### Cinema
- Closing the Ring, regia di Richard Attenborough (2007)
- Scontro tra titani (Clash of the Titans), regia di Louis Leterrier (2010)
- Killing Bono, regia di Nick Hamm (2011)
- Doppio gioco (Shadow Dancer), regia di James Marsh (2012)
- X+Y, regia di Morgan Matthews (2014)
- The Rezort, regia di Steve Barker (2015)
- The Survivalist, regia di Stephen Fingleton (2015)
- Lost in London, regia di Woody Harrelson (2017)
- Calibre, regia di Matt Palmer (2017)
- The Informer - Tre secondi per sopravvivere (The Informer), regia di Andrea Di Stefano (2019)
- Here Before, regia di Stacey Gregg (2021)

### Televisione
- The Pacific – miniserie TV, 6 puntate (2010)
- Titanic - Nascita di una leggenda (Titanic: Blood and Steel) – miniserie TV, 10 puntate (2012)
- The Bastard Executioner – miniserie TV, 2 puntate (2015)
- The Fall - Caccia al serial killer – serie TV, episodio 3x05 (2016)
- The Frankenstein Chronicles – serie TV, 6 episodi (2017)
- Marcella – serie TV, 4 episodi (2020)
- Blue Lights – serie TV, 12 episodi (2023-2024)
- Non dire niente (Say Nothing), regia di Michael Lennox, Mary Nighy e Anthony Byrne – miniserie TV, 4 puntate (2024)

## Doppiatori italiani
- Emiliano Coltorti in The Frankenstein Chronicles - season 2, Marcella
- Stefano Crescentini in Calibre
- Daniele Giuliani in Closing the Ring
- Roberto Certomà in The Pacific
- Francesco Cavuoto in Doppio gioco
- Andrea Lavagnino in Titanic - Nascita di una leggenda
- Paolo Vivio in The Fall - Caccia al serial killer